# 6-я отдельная гвардейская мотострелковая бригада (Россия)
6-я отдельная гвардейская мотострелковая Лисичанская казачья бригада имени М. И. Платова (6 омсбр) — тактическое соединение Сухопутных войск Российской Федерации. Дислоцируется в Луганской Народной Республике. До 1 января 2023 года формирование в формате мотострелкового полка было в составе Народной милиции Луганской Народной Республики.

## История формирования
Предшественником полка являются отряды «ополчения» Лисичанско-Северодонецкой агломерации и города Стаханов Луганской области под командованием Павла Дрёмова. 22 мая 2014 года отряд сепаратистов из Стаханова и Лисичанска принял первый бой с подразделениями Вооружённых сил Украины на Томашевском мосту возле г. Новодружеск. Сепаратисты атаковали и разбили колонну ВСУ.
С 22 мая по 24 июня 2014 года вооружённые подразделения под командованием Павла Дрёмова вели бои против ВСУ в Лисичанско-Северодонецкой агломерации. Обороняли также пограничное с РФ село Дьяково на юге области.
20 июля 2014 года из «ополченцев» Дрёмова сформировали 1-й казачий полк Казачьей национальной гвардии Всевеликого войска Донского по приказу атамана Н. И. Козицына. Местом постоянной дислокации стали города Стаханов и Первомайск.
7 сентября 2014 года полку присвоено имя атамана Матвея Ивановича Платова. В том же месяце 2014 года 1-й казачий полк вёл бои возле населённых пунктов Калиново, Первомайск, Золотое, Донецкий, Фрунзе/Сентяновка.
В декабре 2014 г. личный состав полка вступил в конфликт с руководством ЛНР. Павел Дрёмов обвинял Игоря Плотницкого в краже угля, фальсификации выборов и сотрудничестве с членами Партии регионов. Вместе с другим предводителем сепаратистов, Евгением Ищенко, на камеру пригрозил Плотницкому, что может повернуть против него оружие. Позже после личного общения с Плотницким начал «конструктивное сотрудничество» с ним.
9 января 2015 года полк переименован в 6-й отдельный мотострелковый полк (казачий) имени М. И. Платова.
Во время боёв в районе Дебальцева подразделения полка вели бои на Санжаровском направлении. Затем 18 января сводная рота 6-го омсп участвует во взятии Дебальцева.
12 декабря 2015 года был убит командир полка Павел Дрёмов на шоссе в районе Первомайска.
«За мужество и боевые заслуги» полк был позднее[когда?] удостоен почётного наименования «гвардейский».
17 марта 2022 года командир полка В. С. Полуполтинных стал первым Героем Луганской Народной Республики.
После вторжения России на Украину 6-й отдельный мотострелковый полк принимал участие в боях за Лисичанско-Северодонецкую агломерацию вместе с 4-й и 7-й бригадами и 208-м казачьим полком Народной милиции ЛНР. Полк вёл наступление со стороны Попасной с юга. В сумме в боях за Лисичанск принимало участие 3,5 тысячи бойцов 2-го армейского корпуса ЛНР.
Всего в боях за агломерацию погибло 240 солдат обоих казачьих полков. За взятие Лисичанска 6-му полку присвоено почётное наименование «Лисичанский».
В 2023 году, после вхождения в состав Вооружённых сил Российской Федерации, полк преобразован в бригаду с сохранением наград, наименований, исторического формуляра и боевой славы.
В сентябре 2023 года артиллерия бригады действовала на лисичанском направлении.

## Отличившиеся воины
- гвардии полковник Владимир Сергеевич Полуполтинных[4];
- гвардии капитан Николай Николаевич Кульчановский[7].